# Trudi Guda

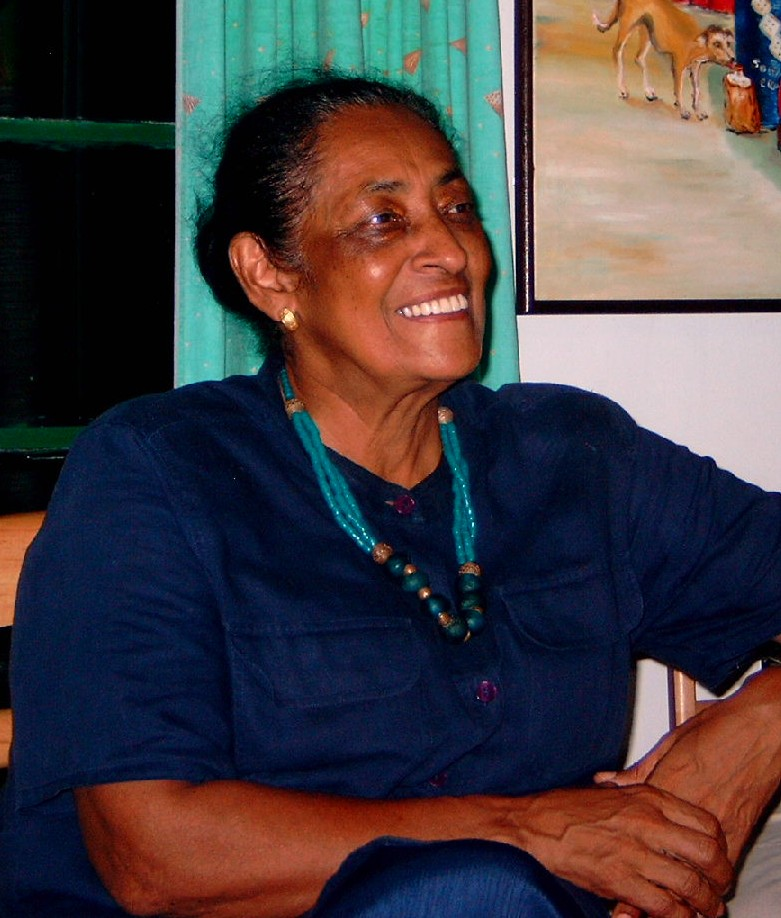
Trudi Guda em 2005

Gertrude (Trudi) Marie Guda (nascida a 4 de dezembro de 1940, em Paramaribo) é uma poetisa e antropóloga surinamesa. Ela chefiou o Departamento de Assuntos Culturais do Suriname de 1969 a 1971. Estudou na Holanda e inspirou-se na biografia de Esteban Montejo escrita por Miguel Barnet.